# Toxicator
Toxicator est un festival de musique électronique organisé à Mannheim, en Allemagne.

## Histoire
Toxicator est l'un des plus grands festivals couverts d'Allemagne et il est organisé par I-Motion, qui gère également le Syndicate Festival à Dortmund. Les DJ y jouent du hardstyle, de la techno hardcore et de la hardtechno. Wildstylez, Psyko Punkz, Evil Activities, Angerfist, Coone, Korsakoff, Tatanka et DJ Luna, entre autres, se sont déjà produits à Toxicator.
Entre 2009 et 2011, ce festival a une déclinaison en Pologne. Depuis 2015, Eve und Rave Münster soutient l'événement avec un stand d'information sur les drogues. En 2018, l'événement a lieu sous le thème 10 Years. En 2023, le festival fait participer 13 000 spectateurs. En 2024, le festival compte la participation de 12 000 à 14 000 spectateurs selon les sources.

## Programmations

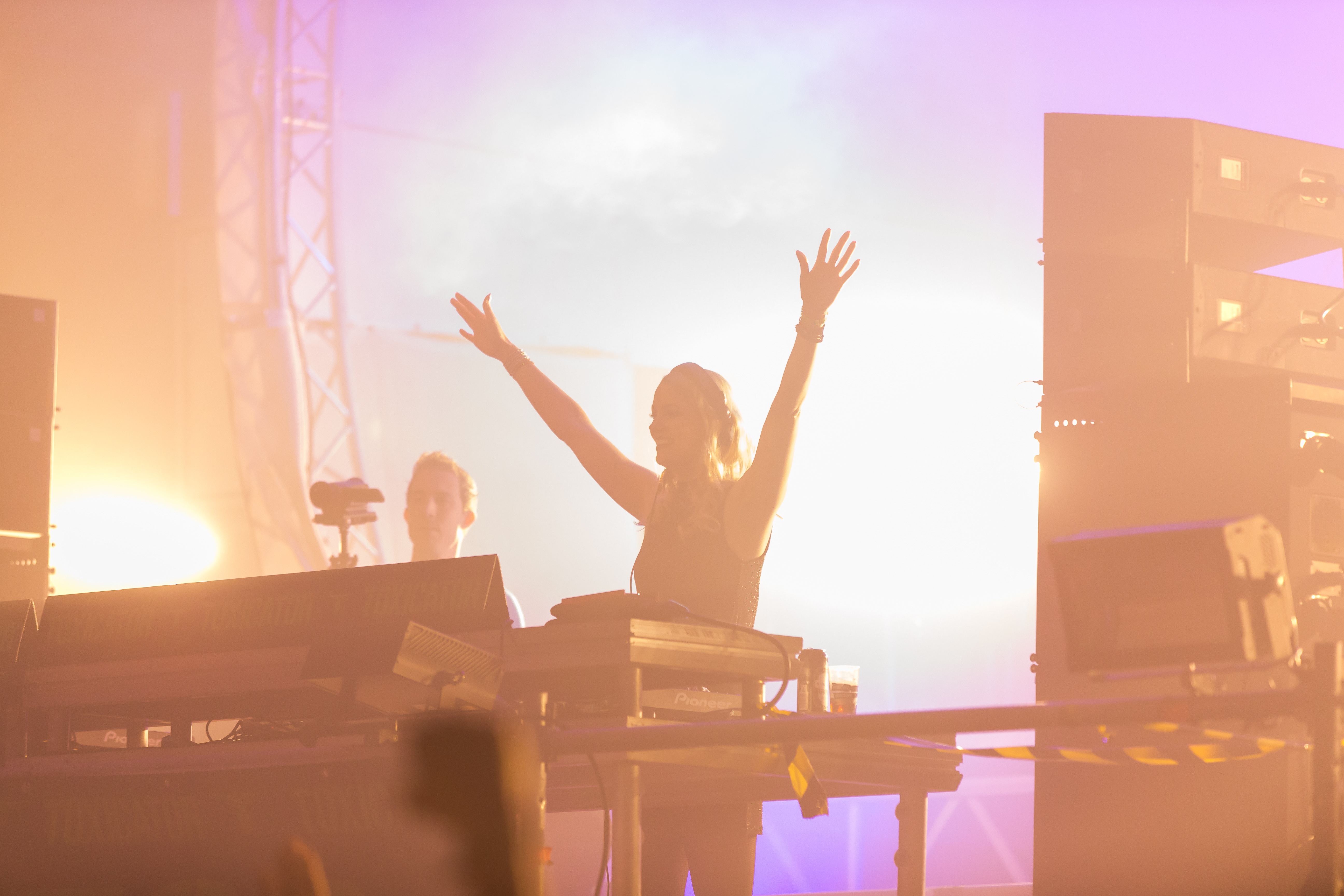
Quitara (Toxicator 2015).

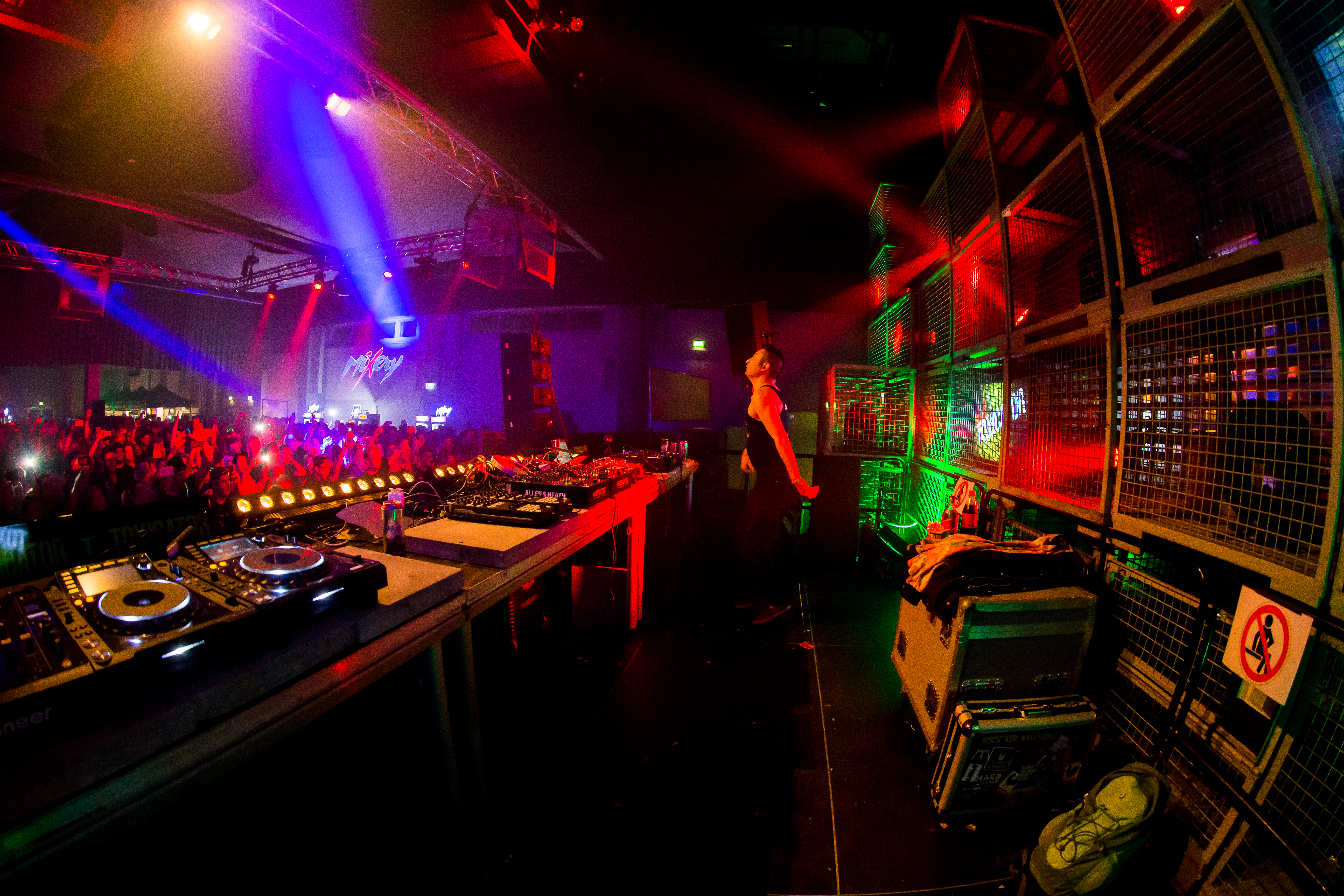
Sutura (Toxicator 2015).

Le tableau suivant présente le nombre de visiteurs et les artistes et groupes présents,,,,,,.
| Date                           | Artistes | Nombre de spectateurs |
| ------------------------------ | --- | --------------------- |
| 31 janvier 2009 (Chorzow (PL)) | - Blackmail, Evil Activities, B-Front, Predator, Alphaverb, MC Rems, Gabba Front Berlin, Shogun & MC H, MC Syco, Enigmato, Malec, Rotterdam Terror Corps (live), 2-Sidez (live). | 2 000                 |
| 7 novembre 2009                | - Hardcore et hardstyle : Luna, J.D.A., Blackmail, Catscan, AniMe, Crypsis, Shogun and Rocca MC, Pressureheads, Rotterdam Terror Corps (live), 2-Sidez (live), MC H. - Hardtechno : Space DJ'z, Frank Kvitta, Robert Natus, Torsten Kanzler, DJ Lukas, Pasquale Schwarzz, Boris S. (live), BMG aka Brachiale Musikgestalter (live). | 3 600                 |
| 24 avril 2010 (Chorzow (PL))   | - Hardstyle Mafia, Vortex, The DJ Producer, Activator, AniMe, Stormtrooper, D-Passion, DJ Mystery, Enigmato, Driver, Skydriver, ResQ, MC H, Endymion (live). | 2 500                 |
| 4 décembre 2010                | - Hardcore : Korsakoff, The DJ Producer, Vince, AniMe, The Wishmaster, Slave Friese, Dyprax, E-Phex, Angerfist (live), The Speed Freak (live), EBE Company (live), MC Tha Watcher. - Hardstyle : Showtek, Josh and Wesz, DJ Mystery, Chain Reaction, DJ Zealot, Twilight Forces, Anagenetic, Pressureheads, G-Style Brothers, Crypsis (live), MC H. - Hardtechno : Pet Duo, O.B.I., Greg Notill, Sutura, Jason Little, Giuseppe Castani, BMG aka Brachiale Musikgestalter (live), Ivee (live).                                 | 6 000                 |
| 7 mai 2011 (Katowice (PL))     | - Outblast, Luna, Masters of Noise, Instigator, DJ Gigi, Pradera, Enigmato, ResQ, Driver, O.B.I., Sutura, Jason Little, Arthur Crag, BMG aka Brachiale Musikgestalter (live), Arkus P. (live), Ivee (live), MC H. | 2 000                 |
| 26 novembre 2011               | - Hardcore : Angerfist, Evil Activities (live), Partyraiser, Tieum, Stormtrooper, DJ A.G.K., Outblast, Negative A, The Sickest Squad (live), Masters of Noise, Angeldust, MC Tha Watcher. - Hardstyle : Psyko Punkz, Mystery, Mark with A K, Fenix, Pradera, MC H, Luna, Twilight Forces, Chain Reaction, Dalora, G-Style Brothers. - Hardtechno : BMG aka Brachiale Musikgestalter (live), Arkus P. (live), Sutura, Buchecha, Frank Kvitta, Marco Remus, Candy Cox, Kenned Pool                                               | 7 200                 |
| 8 décembre 2012                | - Hardcore : Neophyte (live), Endymion (live), Art of Fighters, Unexist vs. Tieum, Tommyknocker, AniMe, Masters of Noise, Dr. Peacock, Thorax (live), Tensor and Re-Direction, Clockshock, MC Apster - Hardstyle : Tatanka (live), Coone, Kutski, Mystery, Twilight Forces, Dalora, DJ Zealot, D-Liciouz, Sounic, Hardliner, MC H. - Hardtechno : BMG aka Brachiale Musikgestalter (live), PET Duo, Viper XXL, Boris S. (live), Sutura (live), Fatima Hajji, Matt M. Maddox & Feedi sur 4 platines, Jan Fleck (live), Hellboy. | 8 200                 |
| 7 décembre 2013                | - Hardcore : DJ Mad Dog, Art of Fighters (live), Outblast, Noize Suppressor (live), Miss K8, Catscan, Javi Boss, Tymon, Thrasher ; Quitara, Clockshock, MC Tha Watcher (live). - Hardstyle : Wildstylez, Psyko Punkz, Code Black, Max Enforcer, Alpha², Atmozfears, Solutio and the I`s, Mystery, Omegatypez, MC H (live). - Hardtechno : BMG (live), Double Dare aka Buchecha and Malke, Mario Ranieri, Arkus P. (live), MinuPren, Sutura, Pappenheimer, Olle.                                                                | 9 200                 |
| 6 décembre 2014                | - Hardcore : Korsakoff, Partyraiser, Evil Activities, AniMe, Thorax (live), Akira, Tensor and Re-Direction, Bloodcage, Quitara, Vicious Conspiracy, Clockshock, MC Tha Watcher. - Hardstyle : Frontliner (live), Noisecontrollers, Frequencerz, Wasted Penguinz, Omegatypez, Audiotricz, Faizar, Dark Pact, D-Liciouz, MC H. - Hardtechno : BMG (live), Candy Cox, Viper XXL, TBASS aka MinuPren and Stormtrooper, Sutura, Jan Fleck (live), Andi Teller, Men vs. Machine.                                                     | 11 600                |
| 5 décembre 2015                | - Hardcore : Angerfist, Partyraiser, Mad Dog, Outblast, Dr. Peacock, Tensor and Re-Direction, Masters of Noise, Quitara, Mechanical Animal, Clockshock, DJ Ron, MC Tha Watcher. - Hardstyle : Brennan Heart, Wildstylez, Atmozfears, Hard Driver, Omegatypez, Deetox, Cyber, Exit Mind, Festuca, MC H. - Hardtechno : BMG (live), Pet Duo, Fatima Hajji, Sutura, Svetec, Gockel. | 12 000                |
| 3 décembre 2016                | - Hardcore : Angerfist, Korsakoff, Noize Suppressor b2b Unexist, Art of Fighters, The Sickest Squad, Akira, Tensor and Re-Direction, Thorax, Clockshock, DJ Maniac, MC Tha Watcher. - Hardstyle : Noisecontrollers, Zatox, Bass Modulators, Sound Rush, Dailucia, D-Liciouz, Sounic, Scale, MC Villian. - Hardtechno : BMG (live), Sutura, TBASS aka MinuPren & Stormtrooper, Andi Teller, Dominik Stuppy, Olle. | 11 000                |
| 2 décembre 2017                | - Hardcore : Re-Fuzz, D-Ceptor, Quitara, Tensor & Re-Direction, THORAX, Neophyte, Rotterdam Terror Corps, Peacock in Concert, AniMe, Andy the Core, Tha Watcher. - Hardstyle : Airtunes, GSB aka G-Style Brothers, Psyko Punkz, Atmozfears, Coone, Frequencerz, Deetox, Sounic, MC DL. - Hardtechno : Ranger, Zahni, BMG, Fernanda Martins, Sutura, Jason Little. | 11 000                |
| 1er décembre 2018              | - Hardcore : Art of Fighters, D-Ceptor, F.Noize, Partyraiser, Quitara, Re-Style, Scarphase, Tha Playah, The Sickest Squad, Thorax, Tha Watcher. - Hardstyle : Amentis, Broken Element, Frontliner, Nick Novity, Phrantic, Ran-D, Sound Rush, Tempest, Villain, Wildstylez. - Hardtechno : BMG, Dominik Stuppy, Greg Notill, ILL pAtrOn vs. KaNNa[d]iSs, Minupren, PETDuo. |                       |
| 7 décembre 2019                | - Hardcore : D-Ceptor, D-Fence, Dr. Peacock, Miss K8, N-Vitral, Partyraiser, Quitara, Sefa, Tensor and Re-Direction, Thorax, MC Nolz. - Hardstyle : Atmozfears, Audiotricz, Concept Art, GSB, Harris & Ford, Laugherboy, Ncrypta, Radical Redemption, Tesfy, Warface, MC H. - Hardtechno : Anormal and Hunnel, Die Gebrüder Brett vs. Reche & Recall, Komacasper vs. Nogge, Leigh Johnson, Marc and O, Rotzbengel. |                       |